# Tau tau

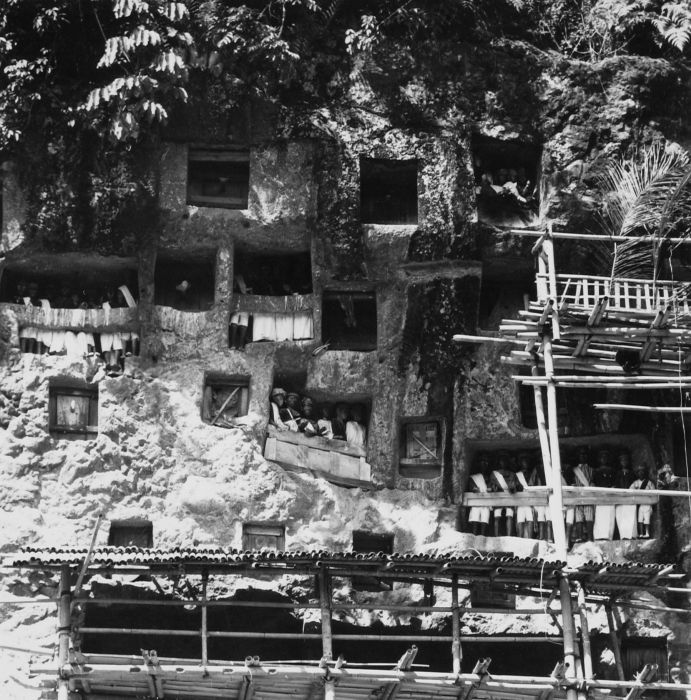
Tumbas talladas en roca cerca del pueblo de Lemo. Varios tau tau custodian la entrada, 1971

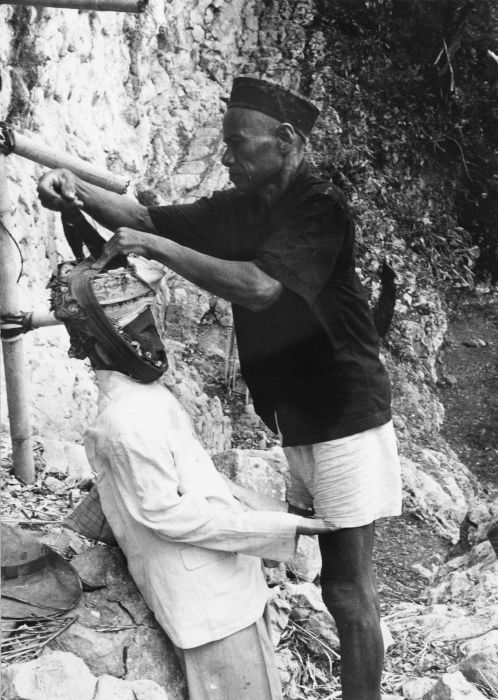
Tau tau de un noble de Sangalla, siendo vestido, 1972

Tau tau son un tipo de efigie hecha de madera o bambú. Son características del grupo étnico toraja en Célebes Meridional, Indonesia. La palabra "tau" significa "persona", y "tau tau" puede traducirse como "personas" o "estatuas".

## Historia
Se cree que los tau tau se originaron en el siglo XIX. Inicialmente, solo eran elaborados para personas adineradas, como reflejo de su estatus y riqueza. Estas figuras representan al difunto, custodian eternamente las tumbas y protegen a los vivos.
A comienzos del siglo XX, con la llegada de los misioneros cristianos neerlandeses, la producción de tau tau disminuyó. En el sínodo de 1985 de la Iglesia Toraja en Palopo se debatió si los protestantes toraja podían tener tau tau en sus funerales.
Los toraja creen que los difuntos pueden llevarse sus pertenencias al más allá, por lo que las efigies suelen incluir pequeños objetos personales. En los años 1980, los tau tau se convirtieron en objetivo de saqueadores de tumbas, que los robaban junto con sus pertenencias y los vendían a museos. Algunas figuras se encuentran hoy en Yakarta, Europa y Estados Unidos, e incluso fueron exhibidas en el Smithsonian Institution en 1991. En respuesta, los toraja ocultaron sus tau tau en lugares desconocidos e instalaron cercas metálicas alrededor de las tumbas excavadas en roca para protegerlas. Es irónico que las figuras destinadas a proteger a los vivos ahora deban ser protegidas de ellos.
Originalmente, las efigies eran simples y solo representaban el género del difunto. Sin embargo, con el tiempo se han vuelto más elaboradas, imitando el parecido físico de la persona representada, incluyendo arrugas o portando objetos como Biblias.
El tipo de madera usada y la vestimenta de la figura reflejan el estatus del fallecido. Los tau tau de los ricos suelen ser de madera de árbol de yaca y se colocan de forma permanente en la entrada de las tumbas excavadas en roca. Su posición entre otras figuras indica el nivel social del difunto. La construcción de estas tumbas requiere el pago de varios búfalos, lo cual solo pueden costear personas adineradas. Los miembros de clases menos privilegiadas usan bambú para sus tau tau, que son desvestidos al finalizar el funeral, dejando solo el marco de bambú en el campo ritual. También existen variaciones regionales en el estilo de los tau tau.